# Cryptantha scoparia
Cryptantha scoparia är en strävbladig växtart som beskrevs av Aven Nelson. Cryptantha scoparia ingår i släktet Cryptantha, och familjen strävbladiga växter. Inga underarter finns listade i Catalogue of Life.

## Bildgalleri

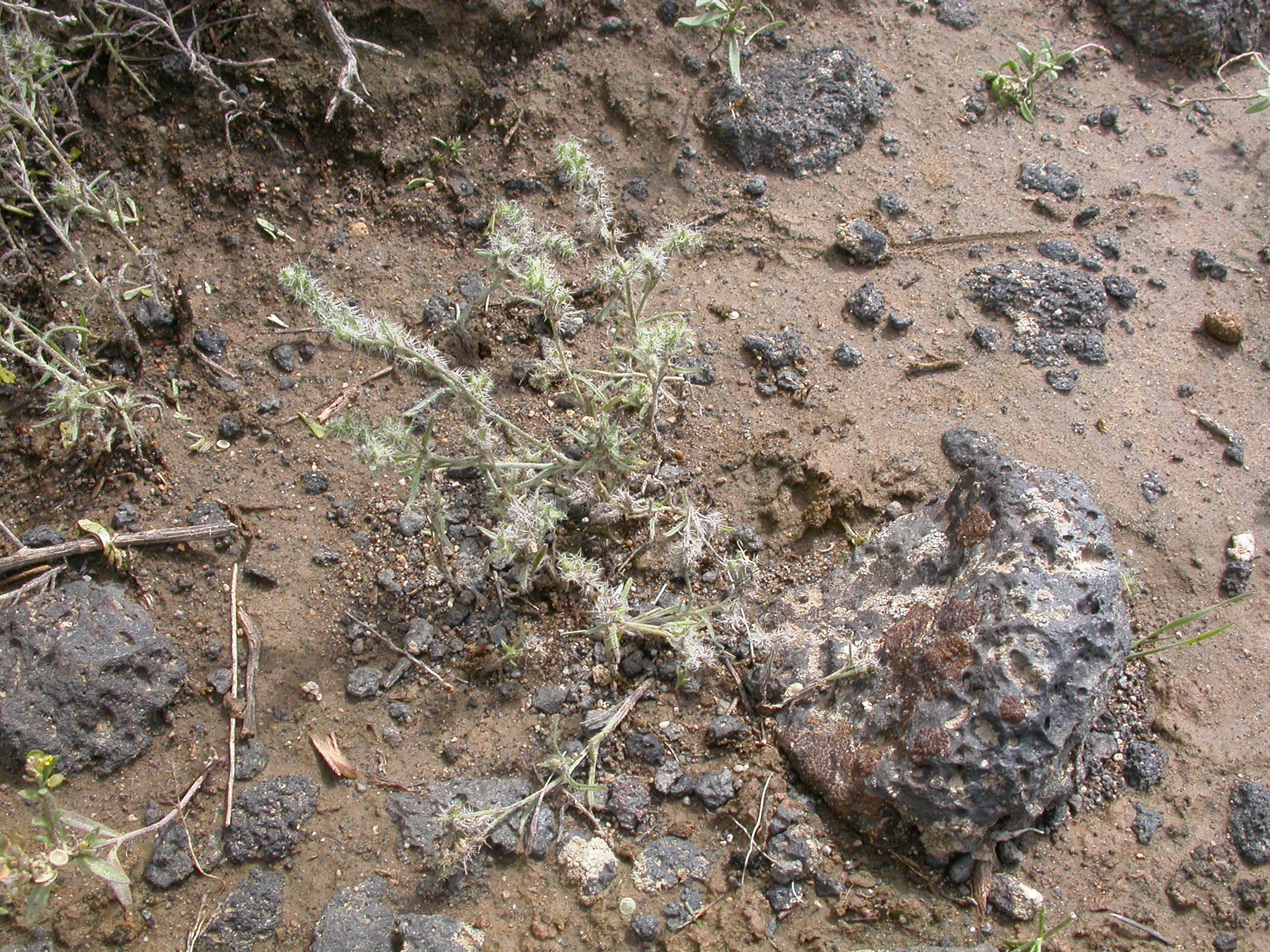
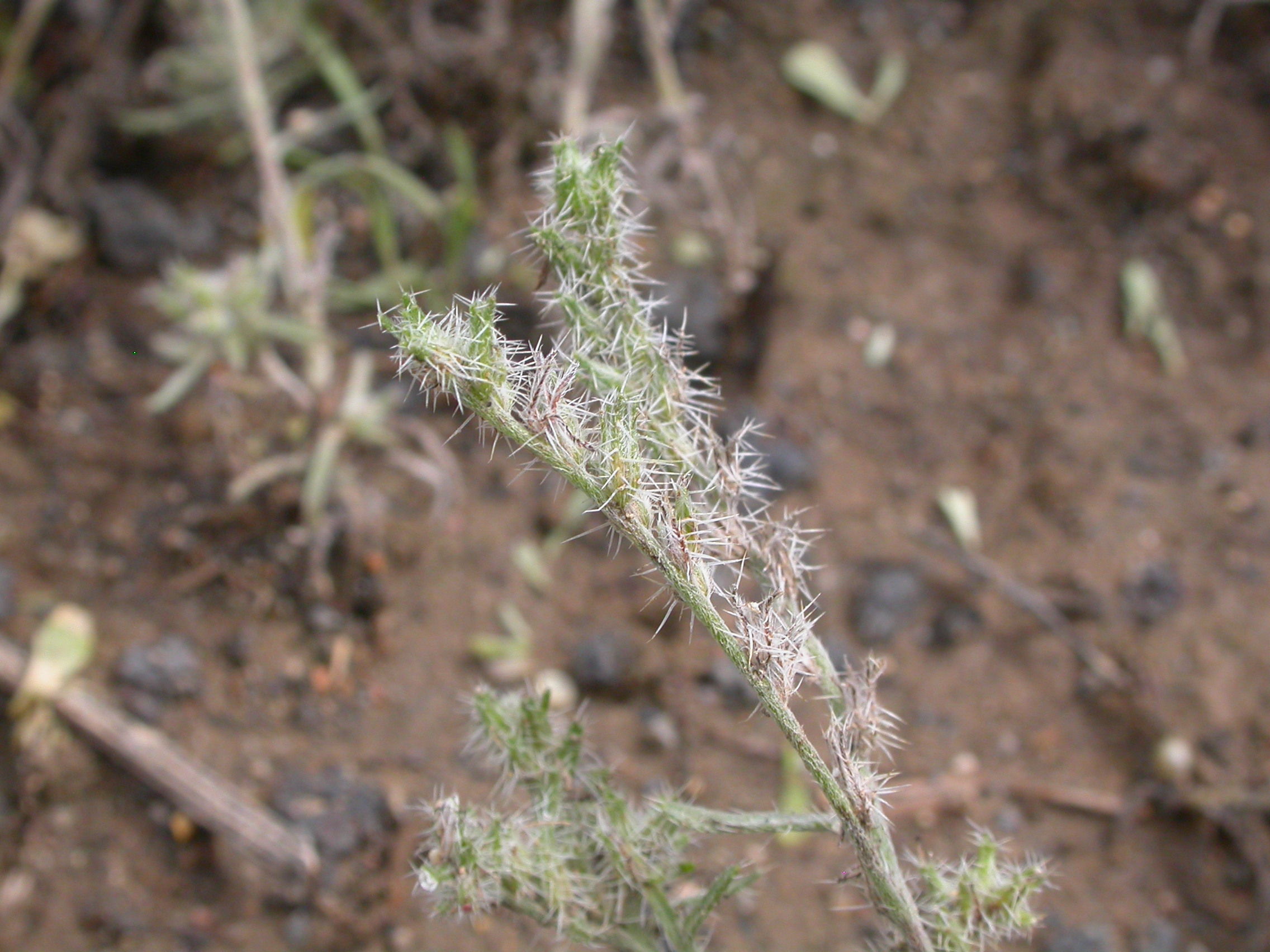
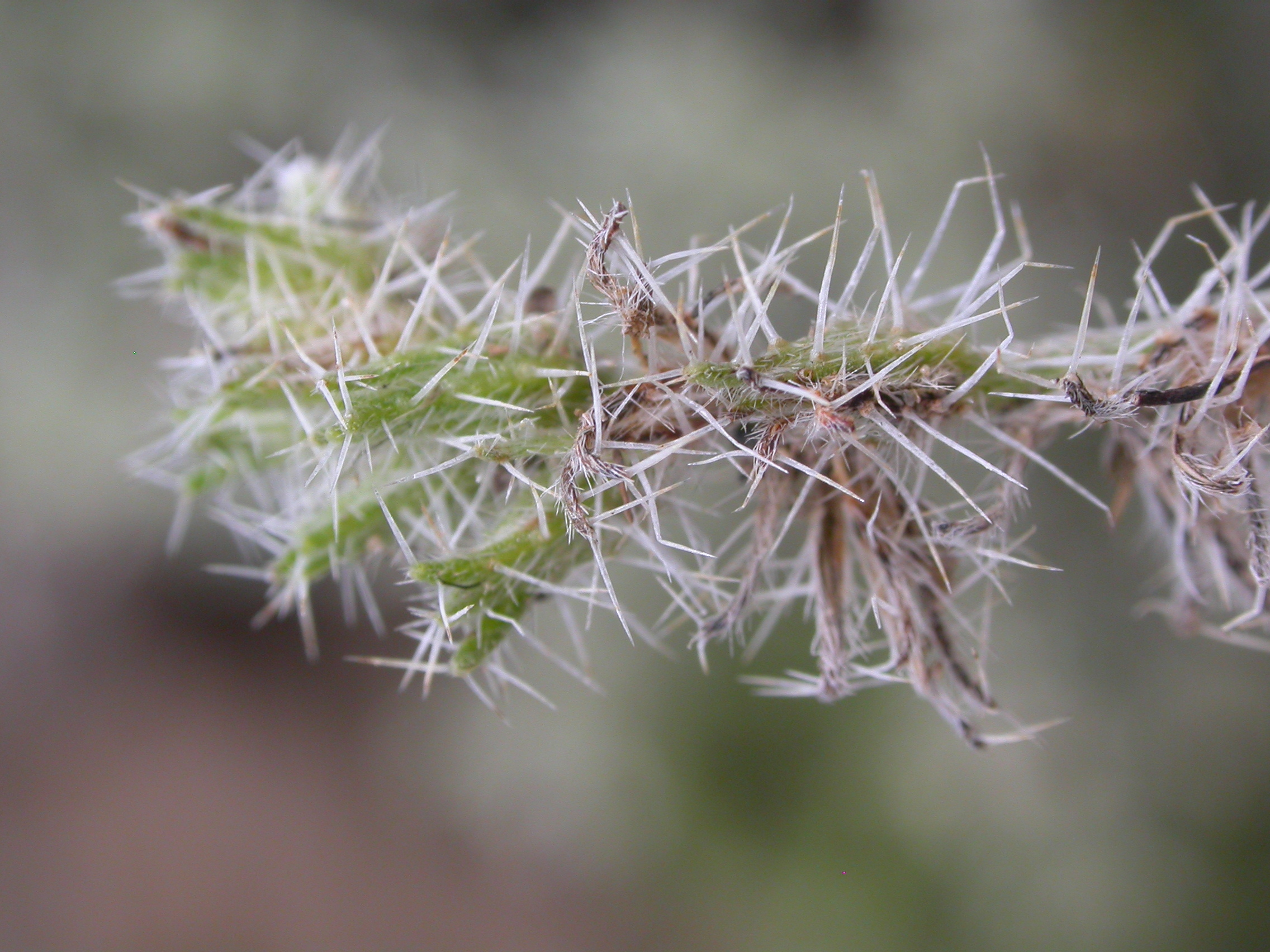
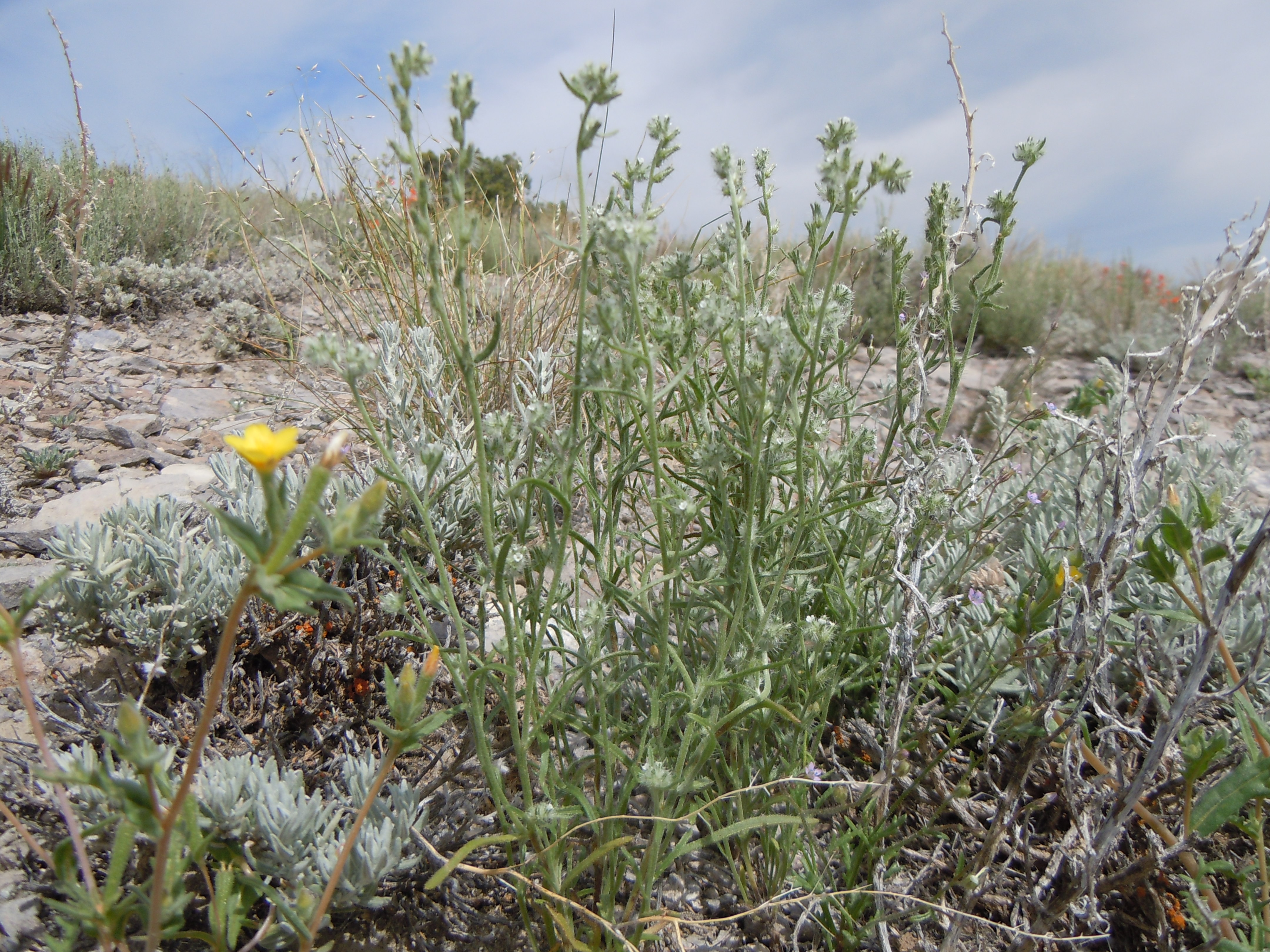
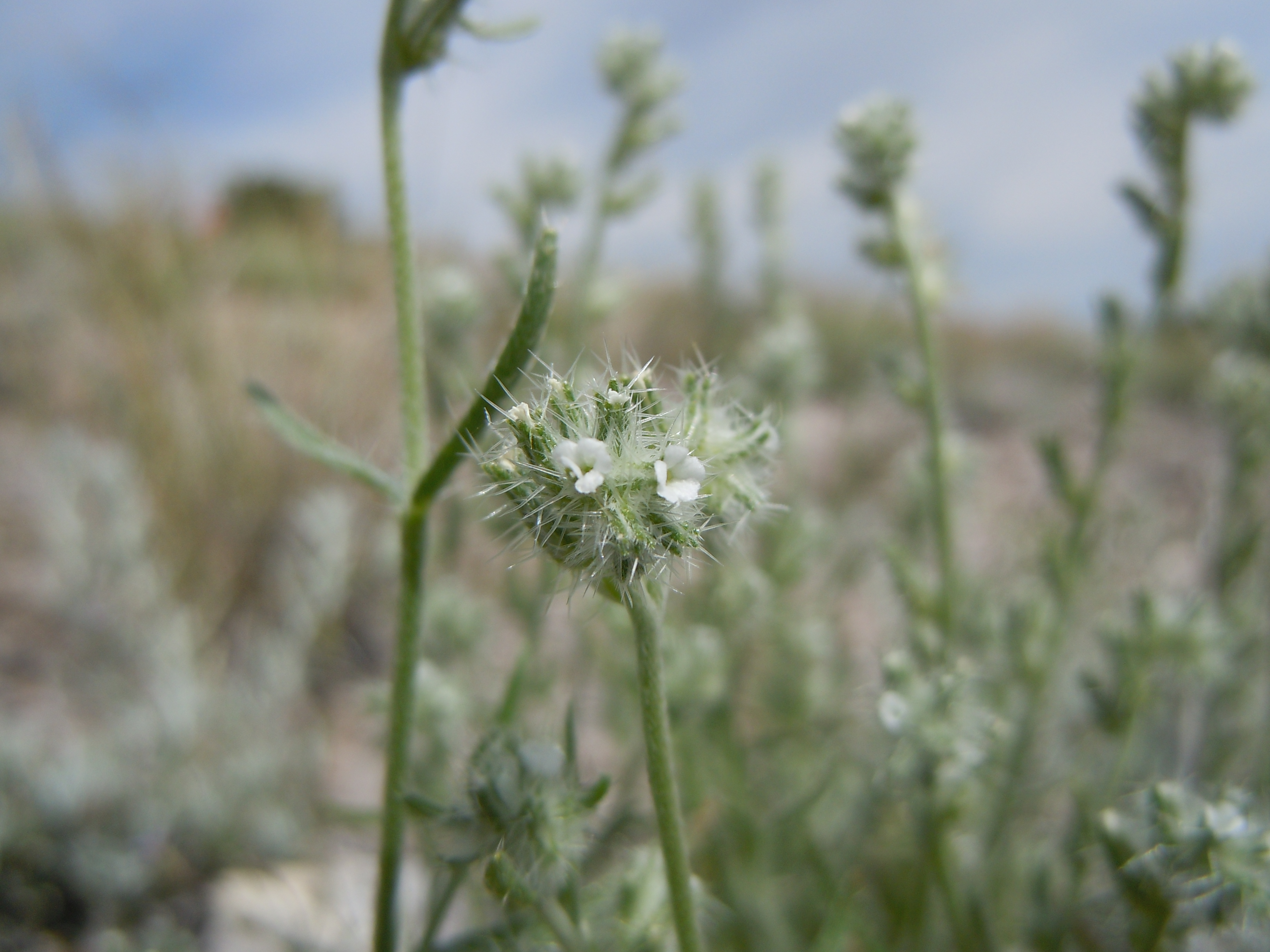
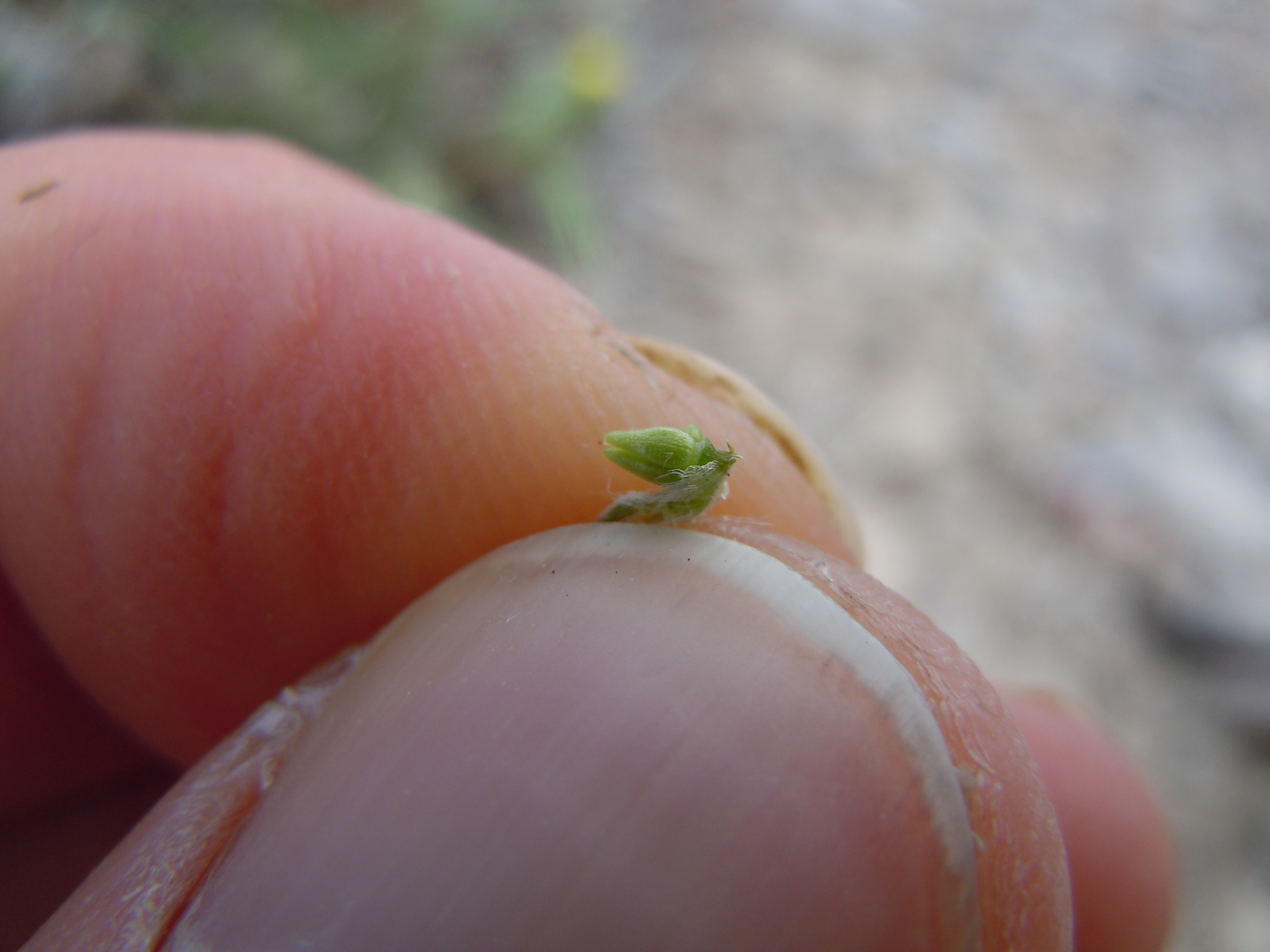